# Die Eylandt Recherche
Die Eylandt Recherche ist ein Spielfilm des deutschen Regisseurs Michael W. Driesch (auch „Doc Miguel“ genannt) aus dem Jahr 2008. Die Weltpremiere war am 30. Oktober 2008 auf dem Filmfest Biberach, wo die Produktion im Wettbewerb vertreten war. Der deutsche Kinostart war am 6. November 2008.

## Handlung
Am 5. Juni 2007 erhält der New Yorker Rechtsanwalt William Singer einige persönliche Dinge aus dem Nachlass seiner kurz zuvor verstorbenen Schwester. Dort findet er auch drei Briefe, die ihn zunächst am Verstand seiner deutschen Verwandten Josefine Eylandt zweifeln lassen, beschreiben sie doch, dass sie gemeinsam mit ihrer Familie über Jahrzehnte Personen in ihrem Keller versteckt haben will. Die ersten Recherchen lassen jedoch schnell den Verdacht aufkommen, dass hinter den Briefen eine reale Geschichte verborgen ist. Singer beauftragt einen deutschen Privatermittler, der Sache auf den Grund zu gehen. Gemeinsam mit dem Duisburger Lokaljournalisten Karsten Vüllings recherchiert er die Hintergründe zu den Schreiben von Josefine Eylandt und sammelt Indizien, die darauf hinweisen, dass die Familie Eylandt über viele Jahrzehnte drei Gäste aus einer anderen Welt beherbergt hat.

## Hintergrund
Driesch versucht mit dem Film, eine Duisburger Legende zu erzählen und zu etablieren und bringt mit Hilfe eines halbfiktionalen Mockumentary und deutlichen Seitenhieben auf die Reality-Formate im Fernsehen ein selten genutztes Genre ins Kino. Schon über ein Jahr vor Filmstart nutzte die Produktion Foren, Blogs und Newsletter, um auf das Projekt aufmerksam zu machen und die Legende um die Briefe von Josefine Eylandt zu fundieren. Dazu gehört auch ein Buch, Die Briefe der Josefine Eylandt, das Driesch selbst herausgab und das als Teil der Legendenbildung dienen soll. Diese Maßnahmen brachten der Produktion den Ruf ein, eine deutsche Kopie des Blair Witch Project zu sein.

## Soundtrack
Verstärkt wurde der pseudodokumentarische Charakter des Films auch durch den Soundtrack. Der von Eric Babak komponierte und aufwändig eingespielte Score, aufgenommen vom Moskauer Russian State Cinema Orchestra, bricht das Dokumentarische an vielen Stellen auf und ist ein starker Kontrapunkt zur klassischen Erzählweise, unterstützt zudem das Ansinnen des Films, den Zuschauer in die Irre zu führen.

## Kritiken
Der Film polarisierte schon vor, spätestens aber seit seinem Erscheinen Zuschauer und Kritiker.

„[…] die Grenze zwischen Realität, schauspielerischem Talent und nachgestel[l]ter Realität war fließend. Die Filmmusik von bombastischer Theatralität. Ein Meisterstück, das wohl in seiner eigenen Kategorie seinen Platz einnehmen wird.“

„Auch […] Die Eylandt Recherche hätte gern, dass man ihr glaubt, und auch sie scheitert an dieser Bemühung. Sie scheitert auch an so ziemlich allem anderen …“

„Wie gesagt, das ist mit echt scheinenden Dokumenten, todernst geführten Interviews, der eingängigen Erklärung eines Astronomen über Millionen unbekannter Sonnensysteme, Planeten und möglichen Existenzformen, nachgestellten Szenen, mysteriöserweise übereinstimmenden Zufallsvorkommnissen, hartnäckig erkämpften Rechercheergebnissen und überraschendem Bildmaterial so verblüffend ‚wahr‘ dargestellt, dass eine durchaus kinogerechte Mischung aus Spannung, Zweifel, Glaubhaftem, Unterhaltung, Nonsens und An-der-Nase-herumgeführt-Werden entstanden ist.“